# Sancho Pardo Donlebún
Sancho Pardo Donlebún, también conocido como Sancho Pardo Osorio (Donlebún, cerca de Castropol, Asturias, España, c. 1537-ahogado en el océano Atlántico, cerca de Lisboa, octubre de 1607), fue un célebre marino.

## Intervenciones contra los piratas caribeños
Emprendió importantes acciones navales durante la primera  guerra anglo-española contra corsarios y  marinos británicos, tales como John Hawkins y Francis Drake.

## Actividades cerca de Inglaterra e Irlanda
Participó en los planes de invasión de Inglaterra por parte de la Armada Invencible alrededor de 1588, y en la  guerra de los Nueve Años anglo-irlandesa apoyó a Hugo O'Neill.

## Vida privada
En 1567, Sancho Pardo volvió a España tras residir durante 14 años en Italia, incluyendo misiones de protección del Mediterráneo occidental contra las flotas turcas y la derrota de la Armada Invencible en 1560 cerca de la isla de Yerba, Túnez.
Se casó con Juana Manrique de Lara y Valdés.